# Iwan Birecki
Iwan Birecki (ukr. Іван Бірецький, ur. 1815 w Kalnicy, zm. 12 lipca 1883 w Uhnowie) – łemkowski działacz społeczny, pierwszy kolekcjoner folkloru łemkowskiego, ksiądz greckokatolicki.
W 1839 ukończył seminarium duchowne we Lwowie i został wyświęcony w 1842. W czasie studiów nawiązał współpracę z Ruską Trójcą.
W latach 1842–1853 w parafii w Bachórzu (pierwsze 2 lata jako administrator, później proboszcz).
Prowadził tam ożywioną działalność społeczną, organizując m.in. szkołę. W latach 1853–1856 proboszcz w Werbianach, 1849–1853 administrator dekanatu birczańskiego, od 1856 proboszcz w Uhnowie i dziekan dekanatu uhnowskiego.
Korespondował z Jakiwem Hołowackim, Iwanem Wahyłewyczem i J. Kobrynskim, opisując swoją pracę zbierania folkloru łemkowskiego w Zachodnich Karpatach. Zebrane kolędy, pieśni, zagadki i przypowieści wysyłał do Lwowa. 17 z zebranych przez niego zagadek zamieszczono w zbiorze "Prypowidki i zahadki", wydanym w Wiedniu w 1841 przez Hołowackiego. 
Pieśni zebrane przez Bireckiego weszły również w skład zbioru zredagowanego przez Hołowackiego – "Narodnyje pisni Hałyckoj i Uhorskoj Rusi".
W 1848 był uczestnikiem Soboru ruśkich uczenych we Lwowie, gdzie pełnił funkcję sekretarza komisji historii i geografii. Był również członkiem założycielem Matycy Hałycko-Ruskiej i sekretarzem Ruskiej Rady w Przemyślu.

## Literatura
- Jan Kozik - "Ukraiński ruch narodowy w Galicji w latach 1830–1848", Kraków 1973
- Jan Kozik - "Między reakcją a rewolucją. Studia z dziejów ukraińskiego ruchu narodowego w Galicji w latach 1848–1849", Zeszyty Naukowe Uniwersytetu Jagiellońskiego (Prace historyczne, zeszyt 52), PWN, Kraków-Warszawa 1975
- Енциклопедія українознавства, Lwów 1993, t. 1, s. 138